# Qualificazioni al campionato europeo femminile di pallavolo 2011
Le qualificazioni per il campionato europeo femminile di pallavolo 2011, le cui fasi finali si sono tenute in Italia e Serbia, si sono svolte tra il mese di maggio e settembre 2010. Hanno partecipato 26 squadre nazionali europee.
Dopo il primo turno, le squadre sono state divise in 6 gruppi da 4: le vincenti di ogni girone sono state ammesse al campionato europeo mentre le seconde classificate hanno disputato i play-off. In totale 9 squadre hanno ottenuto la qualificazione.
Sono già qualificate Italia e Serbia, come paesi organizzatori, e le prime cinque qualificate al campionato europeo 2009 (in questo caso si è qualificata la sesta poiché l'Italia, prima classificata, è qualificata di diritto).

## Squadre partecipanti
| - Austria - Azerbaigian - Belgio - Bielorussia - Bosnia ed Erzegovina - Bulgaria - Croazia | - Danimarca - Finlandia - Francia - Georgia - Grecia - Regno Unito - Israele | - Lussemburgo - Montenegro - Portogallo - Rep. Ceca - Romania - Slovacchia - Slovenia | - Spagna - Svezia - Svizzera - Ucraina - Ungheria |

## Prima fase

### Squadre partecipanti
- Danimarca
- Lussemburgo
- Svezia
- Svizzera

### Qualificate alla seconda fase
- Svezia
- Svizzera

## Seconda fase

### Squadre partecipanti
| - Austria - Azerbaigian - Belgio - Bielorussia - Bosnia ed Erzegovina - Bulgaria | - Croazia - Finlandia - Francia - Georgia - Grecia - Regno Unito | - Israele - Montenegro - Portogallo - Rep. Ceca - Romania - Slovacchia | - Slovenia - Svizzera - Svezia - Spagna - Ucraina - Ungheria |

### Gironi
| Girone A                                             | Girone B                           | Girone C                               | Girone D                           | Girone E                       | Girone F                             |
| ---------------------------------------------------- | ---------------------------------- | -------------------------------------- | ---------------------------------- | ------------------------------ | ------------------------------------ |
| Azerbaigian Bielorussia Bosnia ed Erzegovina Georgia | Austria Francia Rep. Ceca Ungheria | Regno Unito Israele Slovacchia Ucraina | Croazia Montenegro Spagna Svizzera | Belgio Romania Slovenia Svezia | Bulgaria Finlandia Grecia Portogallo |

### Qualificate al campionato europeo
- Azerbaigian
- Bulgaria
- Rep. Ceca
- Romania
- Spagna
- Ucraina

### Qualificate alla terza fase
- Belgio
- Bielorussia
- Croazia
- Finlandia
- Francia
- Israele

## Terza fase

### Squadre partecipanti
- Belgio
- Bielorussia
- Croazia
- Finlandia
- Francia
- Israele

### Qualificate al campionato europeo
- Croazia
- Francia
- Israele

## Tutte le squadre qualificate al campionato europeo
- Serbia (paese organizzatore)
- Italia (paese organizzatore)
- Paesi Bassi (2º posto nel campionato europeo 2009)
- Polonia (3º posto nel campionato europeo 2009)
- Germania (4º posto nel campionato europeo 2009)
- Turchia (5º posto nel campionato europeo 2009)
- Russia (6º posto nel campionato europeo 2009)
- Azerbaigian (1º posto nel torneo qualificazione Girone A)
- Rep. Ceca (1º posto nel torneo qualificazione Girone B)
- Ucraina (1º posto nel torneo qualificazione Girone C)
- Spagna (1º posto nel torneo qualificazione Girone D)
- Romania (1º posto nel torneo qualificazione Girone E)
- Bulgaria (1º posto nel torneo qualificazione Girone F)
- Croazia (Spareggio)
- Francia (Spareggio)
- Israele (Spareggio)